# 龙潭山寺庙群
龙潭山寺庙群，位于中国吉林省龙潭山上，为一个省级文物保护单位，类型为古建筑，公布时间为2007年5月31日。该文物保护单位由吉林市宗教局管理。
龙潭山寺庙群的历史年代为1754年。

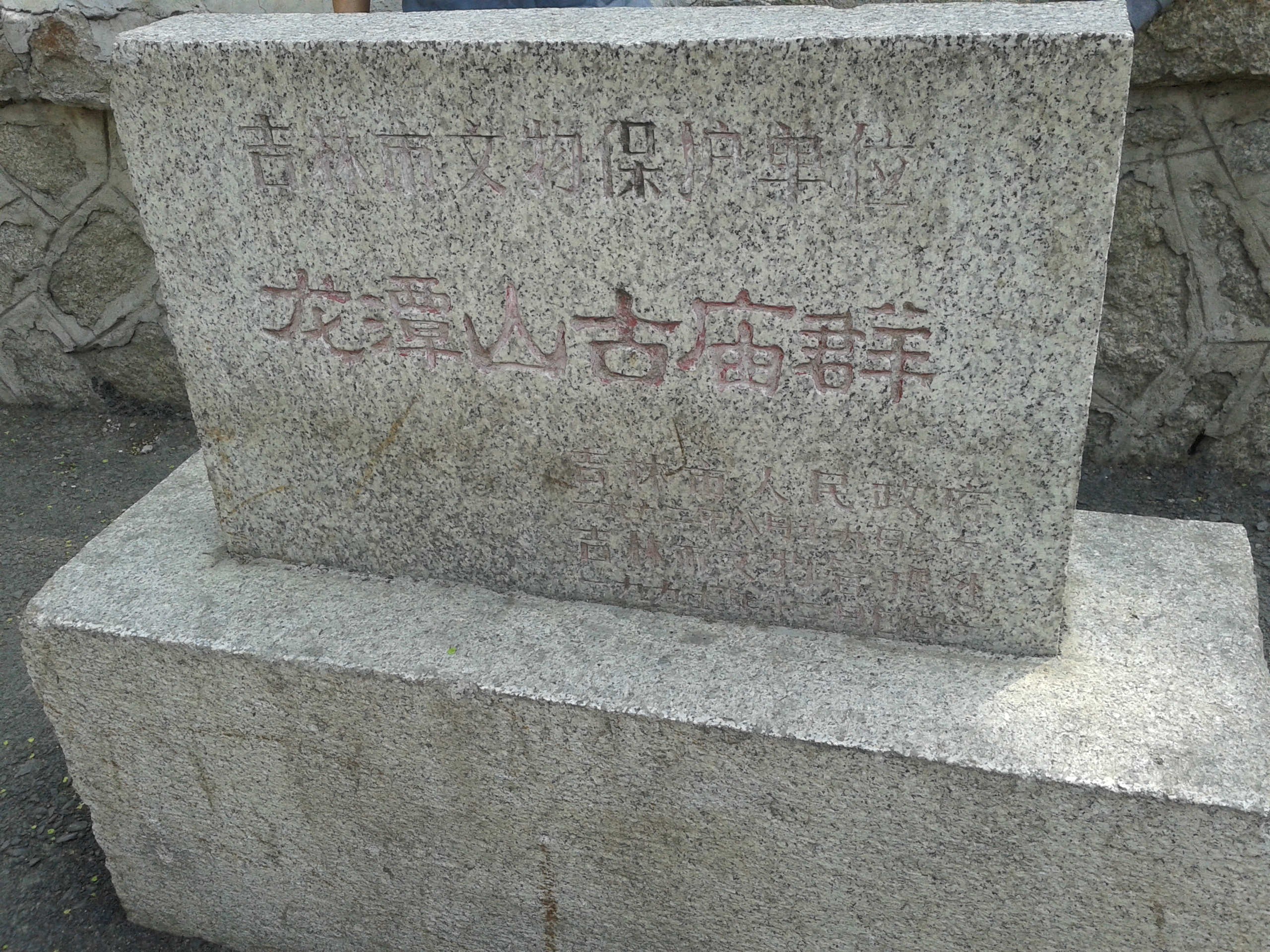
龙潭山寺庙群文物保护碑
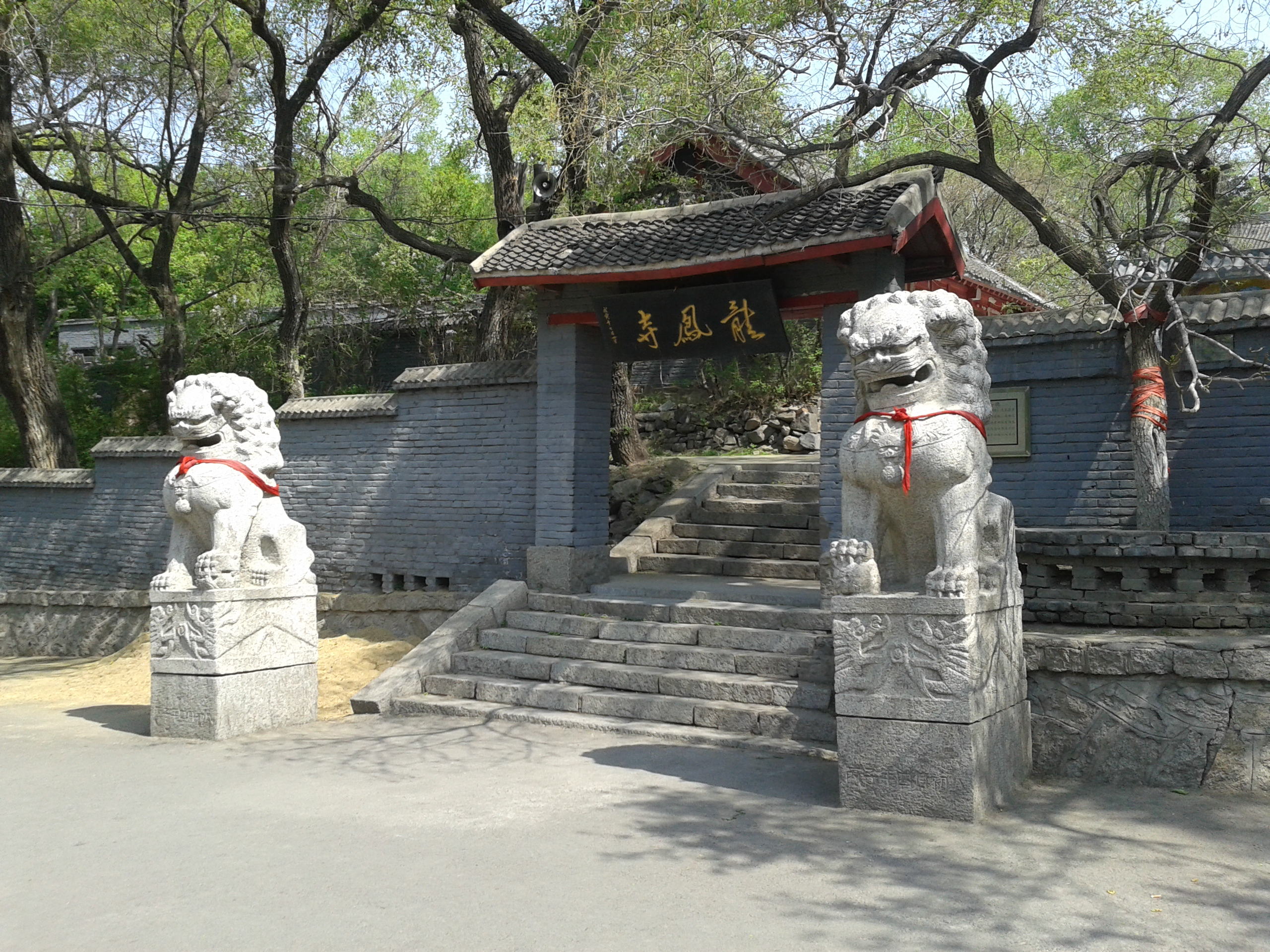
龙凤寺大门